# Давао
Давао (тагалог Lungsod ng Dabaw, цебуано Dakbayan sa Dabaw) је највећи град на филипинском острву Минданао и седиште истоименог округа. Са 1,37 милиона становника, то је највећи град државе изван округа главног града Маниле. 
Град је основан 1848. 
Температуре у Давау у току године осцилирају између 20 и 32 °C. Годишња количина падавина је око 2000 mm.

## Становништво
| 1980.   | 1985.   | 1990.   | 1995.     | 2000.     | 2007.     | 2010.     | 2015.     |
| ------- | ------- | ------- | --------- | --------- | --------- | --------- | --------- |
| 614.124 | 724.935 | 849.947 | 1.006.840 | 1.147.116 | 1.363.337 | 1.449.296 | 1.632.991 |

## Партнерски градови
- Keelung